# Лісна (Барановицький район)
Лісна (біл. Лясная) — село в Білорусі, у Барановицькому районі Берестейської області. Орган місцевого самоврядування — Ліснянська сільська рада.

## Населення
За переписом населення Білорусі 2009 року чисельність населення села становило 1645 осіб.